# Conquista del Galles di Edoardo I

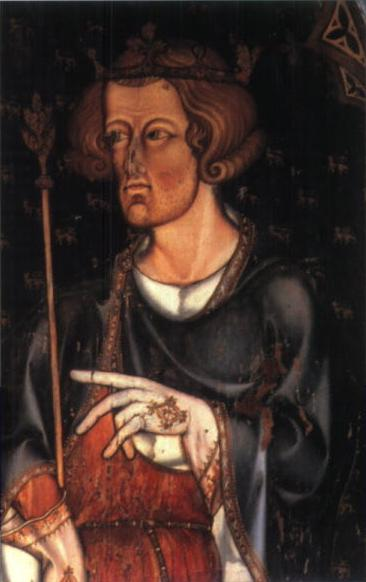
Il re Edoardo I d'Inghilterra (1272–1307), artefice della conquista del Galles

La conquista del Galles di Edoardo I, conosciuta anche come la conquista edoardiana del Galles, è la campagna militare portata avanti dal re Edoardo I d'Inghilterra che portò alla sconfitta e l'annessione del Principato del Galles e degli ultimi principati gallesi rimasti indipendenti.
Nel XIII secolo il Galles era diviso tra principati gallesi autoctoni e le marche governate da signori anglo-normanni (in inglese marcher lord). Il principato più importante era quello di Gwynedd i quali principi ottennero il controllo della maggior parte della nazione, facendo degli altri principi gallesi i loro vassalli, e presero il titolo di Principe di Galles. Sebbene i monarchi inglesi fecero numerosi tentativi per prendere il controllo dei territori gallesi autoctoni, fu solo fino alla guerra di conquista di Edoardo contro Llywelyn ap Gruffydd ("Llywelyn l'Ultimo") dal 1277 al 1283 che il controllo fu ottenuto in modo duraturo.
In due campagne, rispettivamente nel 1277 e nel 1282-1283, Edoardo dapprima ridusse i territori del Principato del Galles e poi lo invase completamente, insieme agli altri principati. La maggior parte dei territori conquistati fu mantenuta come feudo reale, e successivamente diventarono, come di consueto, la dotazione territoriale dell'erede al trono inglese con il titolo di Principe del Galles. Il resto fu concesso agli alleati di Edoardo che diventarono i nuovi signori delle marche. Sebbene i territori non sarebbero di fatto incorporati nel Regno d'Inghilterra fino ai Laws in Wales Acts 1535–1542 ("leggi sulle leggi del Galles del 1535 e del 1542"), la conquista di Edoardo segnò la fine dell'indipendenza del Galles.

## Contesto storico
Gwynedd, principato di Llywelyn ap Gruffudd
     Territori conquistati da Llywelyn
     Territori dei vassalli di Llywelyn
     Domini dei baroni delle marche
     Domini del Re d'Inghilterra

Il Galles dopo il trattato di Montgomery del 1267
Gwynedd, principato di Llywelyn ap Gruffudd
Territori conquistati da Llywelyn
Territori dei vassalli di Llywelyn
Domini dei baroni delle marche
Domini del Re d'Inghilterra

Dopo una serie di invasioni cominciate poco dopo la conquista normanna dell'Inghilterra del 1066, i normanni conquistarono molti territori del Galles e istituirono delle marche quasi indipendenti, che giurarono fedeltà alla corona inglese. Tuttavia, alcuni principati gallesi, come Gwynedd, Powys e Deheubarth sopravvissero e, dalla fine dell'XI secolo, cominciarono a respingere l'avanzata normanna. Nel corso del secolo successivo la ripresa dei gallesi vacillò e i re inglesi, in particolare Enrico II, cercarono molte volte di conquistare e di istituire la propria suzeraineté sui principati gallesi autoctoni. Alla fine del XII secolo le marche gallesi erano confinate alla parte meridionale e sudorientale della nazione.
Il principato di Gwynedd era la potenza dominante in Galles nella prima metà del XIII secolo, e i principati di Powys e di Deheubarth diventarono suoi stati tributari. I principi di Gwynedd assunsero il titolo di "Principe di Galles". Ma la guerra contro l'Inghilterra nel 1241 e nel 1245, seguita da una disputa dinastica nella successione al trono, indebolì Gwynedd e permise a Enrico III di impadronirsi dei Perfeddwlad (anche conosciuti come "Quattro Cantrefi", la parte orientale del principato). Tuttavia, dal 1256 il Gwynedd insorse sotto il comando di Llywelyn ap Gruffydd (che divenne noto come "Llywelyn l'Ultimo"), riprese la guerra con Enrico e riottenne Perfeddwlad. Con il trattato di Montgomery del 1267 ritornò la pace e, in cambio di portare omaggio al re inglese, Llywelyn fu riconosciuto come Principe di Galles e Enrico accettò la sua riconquista dei Perfeddwlad. Nonostante ciò, continuavano dei conflitti sporadici tra Llywelyn e alcuni dei signori delle marche, come Gilberto di Clare, Roger Mortimer e Humphrey de Bohun.

## Campagne di conquista

### Iniziale causa del conflitto
Dal 1272, il trono d'Inghilterra passò nelle mani di Edoardo I. A differenza del padre, Enrico III, la cui incompetenza portò a un crollo dell'autorità reale in Inghilterra, Edoardo fu un sovrano energico e potente e un abile condottiero militare.
Nel 1274, crebbe la tensione tra Llywelyn e Edoardo quando Gruffydd ap Gwenwynwyn di Powys e il fratello minore di Llywelyn Dafydd ap Gruffydd defezionarono e cercarono la protezione di Edoardo. A causa dei costanti conflitti con i signori delle marche e la presenza dei defettori alla corte inglese, quando nel 1275 Edoardo richiese a Llywelyn di venire a Chester a rendergli omaggio come prescritto dal trattato di Montgomery, il gallese declinò. Edoardo, dopo aver ricevuto un'ulteriore provocazione dai gallesi, rappresentata dal matrimonio programmato tra Llywelyn e Eleonora, figlia di Simone V di Montfort, capo di una ribellione ai tempi del regno di suo padre, decise, nel novembre 1276, di dichiarare guerra a Llywelyn. Tuttavia, la guerra aveva lo scopo di reprimere un vassallo renitente piuttosto che avviare una campagna di conquista.

### Invasione del 1277
All'inizio del 1277, prima che si fosse radunato l'esercito reale principale, Edoardo schierò, nel Galles del sud e centrale, un misto di forze che comprendeva truppe pagate, alcuni servitori dei signori delle marche e i cavalieri della famiglia reale. Ebbero un notevole successo dato che molti dei sovrani gallesi autoctoni, risentiti della tirannia di Llywelyn, si arresero e si unirono agli inglesi. A luglio del 1277, Edoardo lanciò una spedizione punitiva nel Galles settentrionale con il suo esercito personale di 15 500 uomini—9 000 dei quali erano gallesi del sud—radunati tramite tradizionali convocazioni feudali. Da Chester, l'esercito marciò nel Gwynedd, accampandosi dapprima a Flint, poi a Rhuddlan e a Deganwy, molto probabilmente arrecando danni significativi alle terre lungo il suo percorso. Una flotta dei Cinque Ports forniva supporto navale.
Llywelyn si accorse presto che era in una posizione disperata e si arrese rapidamente, così la campagna non portò mai a una grande battaglia. Tuttavia, Edoardo decise di negoziare per un accordo piuttosto che tentare la conquista totale. Ciò potrebbe essere stato dovuto alla carenza di uomini e di rifornimenti a novembre 1277; ad ogni modo, la conquista totale dei territori di Llywelyn non era il suo obiettivo.

### Trattato di Aberconwy
Gwynedd, principato di Llywelyn ap Gruffudd
     Territori di Dafydd ap Gruffudd
     Territori ceduti alla corona inglese

Gwynedd dopo il trattato di Aberconwy del 1277
Gwynedd, principato di Llywelyn ap Gruffudd
Territori di Dafydd ap Gruffudd
Territori ceduti alla corona inglese

Per il trattato di Aberconwy del novembre 1277, a Llywelyn rimaneva solo la parte occidentale del Gwynedd, sebbene gli fu permesso di tenere il titolo di Principe di Galles. Il Gwynedd orientale fu spartito tra Edoardo e Dafydd, il fratello di Llywelyn, mentre il resto delle terre tributarie diventarono di fatto proprietà di Edoardo.
Come conseguenza dell'esproprio territoriale e della resa delle famiglie regnanti, Deheubarth, Powys e il Galles centrale diventarono una commistione di territori direttamente controllate dalla corona e protettorati fedeli agli inglesi. La vittoria di Edoardo portò a una grande redistribuzione del potere e dei territori in Galles a favore di Edoardo. Da quel momento, Edoardo godeva per una certa misura del controllo diretto delle aree gallesi autoctone, cosa che nessun re inglese aveva mai ottenuto prima di allora.

### Campagna del 1282–1283
Nel 1282 scoppiò di nuovo la guerra, come conseguenza di una ribellione del fratello di Llywelyn, Dafydd, che non era soddisfatto della ricompensa ricevuta da Edoardo nel 1277. Dafydd lanciò una serie di attacchi coordinati con i sovrani gallesi nel Deheubarth e nel Powys del Nord, che erano stati vassalli di Llywelyn fino al 1277 e da allora erano vassalli di Edoardo. Llywelyn e gli altri condottieri gallesi, compresi quelli nel sud, si unirono e la ribellione assunse un carattere molto diverso dalla campagna del 1277: diventò un conflitto di portata nazionale che godeva dell'ampio sostegno dei cittadini gallesi, provocati dai tentativi di Edoardo di imporre le leggi inglesi. A differenza del precedente scontro, Edoardo cominciò presto a vedere questo conflitto come una guerra di conquista.

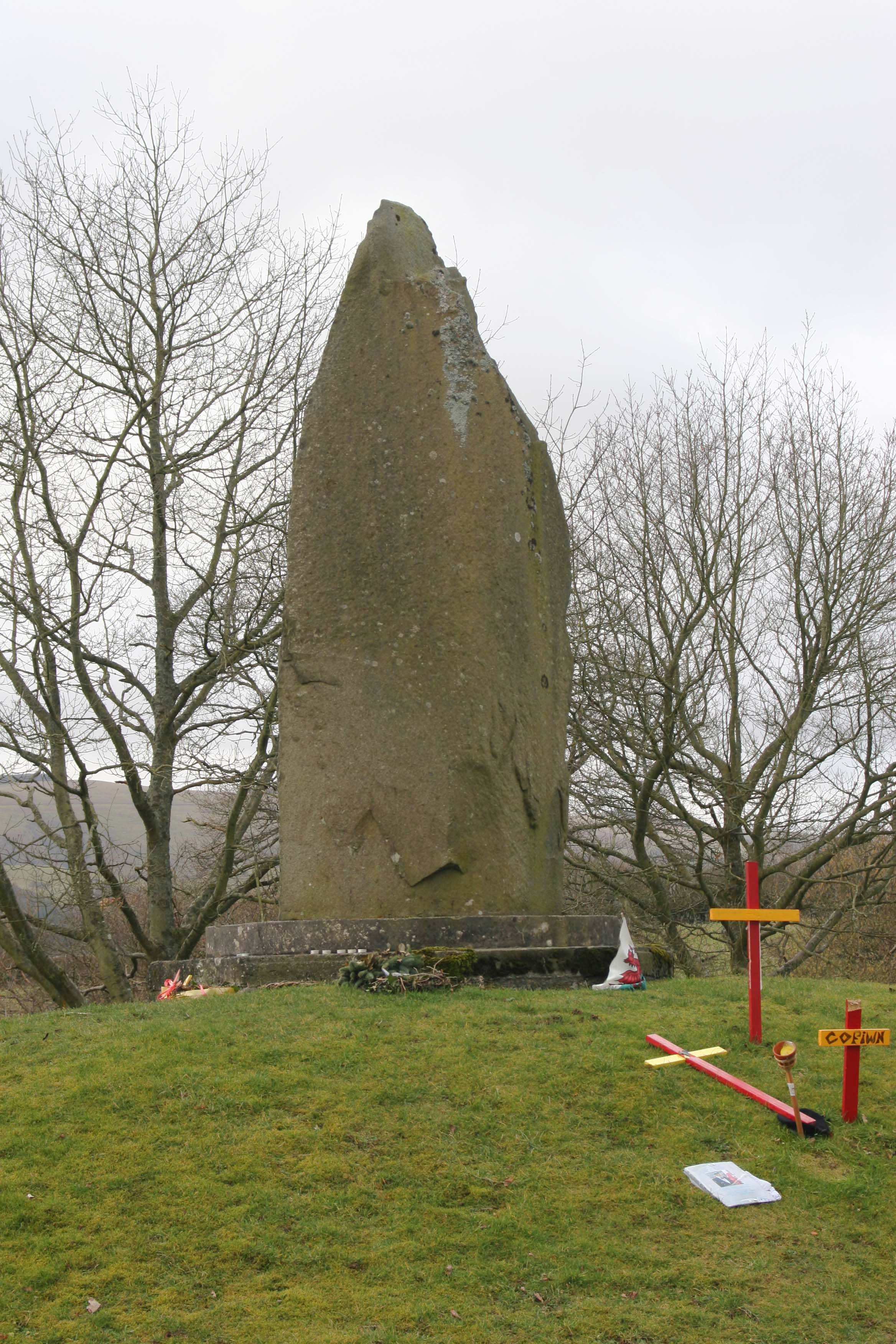
Il Monumento di Llywelyn a Cilmeri che segna il luogo della battaglia di Orewin Bridge

Gli inglesi lanciarono un attacco su tre fronti, con Edoardo alla guida dell'esercito nel Galles del nord lungo la stessa rotta del 1277, Roger Mortimer attivo nel Galles centrale e il conte di Gloucester avanzante con un sostanzioso esercito nel sud. Inizialmente i gallesi ebbero la meglio. A giugno del 1282, Gloucester fu sconfitto nella battaglia di Llandeilo Fawr. Edoardo lo sostituì con William de Valence, I conte di Pembroke che fece scorribande nel sud fino a Aberystwyth ma non riuscì a ingaggiare un esercito gallese. Edoardo allora subì una battuta d'arresto nel Galles centrale quando il suo comandante lì, Roger Mortimer, morì in ottobre. Il 6 novembre, mentre John Peckham, arcivescovo di Canterbury, stava conducendo delle trattative di pace, Luke de Tany, il comandante per Edoardo in Anglesey, decise di effettuare un attacco a sorpresa. Poco dopo che Tany e i suoi uomini attraversarono un ponte di barche che avevano costruito, caddero in un'imboscata dei gallesi e subirono pesanti perdite nella battaglia di Moel-y-don.
Tuttavia, la guerra girò in favore di Edoardo quando Llywelyn marciò inaspettatamente dal Galles del nord verso Builth nel Galles centrale. Fu attirato in una trappola e ucciso nella battaglia di Orewin Bridge l'11 dicembre 1282. Edoardo, approfittando di questo evento fortuito, radunò un nuovo esercito e marciò verso Snowdonia nel gennaio 1283 e occupò il castello di Dolwyddelan, nel cuore della resistenza gallese. Allo stesso tempo, a meridione, de Valence avanzò da Cardigan nel Meirionnydd. Le forze gallesi non riuscirono a resistere alla pressione di de Valence nel sud unita all'avanzata di Edoardo nel nord. La conquista del Gwynedd fu completata con la cattura di Dafydd nel giugno 1283, che era succeduto come principe a suo fratello nel dicembre precedente. Dafydd fu portato a Shrewsbury e giustiziato per tradimento nell'autunno seguente.

## Conseguenze

Terre reali dopo la conquista
"Principato del Galles del nord"
Altre terre governate direttamenteMarche gallesi
Domini dei Marcher lord

"Principato del Galles del nord"
     Altre terre governate direttamente
     Domini dei Marcher lord

### Accordi territoriali
Edoardo divise il territorio dei principati gallesi tra sé stesso (cioè, sotto il diretto controllo reale) e i suoi alleati tramite concessioni feudali, che in pratica diventarono nuovi feudi dei signori delle marche (marcher lordship). Questi domini furono perlopiù dati agli anglo-normanni come il conte di Lincoln che ricevette la lordship di Denbigh. Ma inoltre, gli alleati gallesi di Edoardo riottennero le loro terre, ma come feudi; ad esempio, Owain ap Gruffydd ap Gwenwynwyn, della casata di Powys Wenwynwyn, ricevette le terre degli antenati sotto il nome di feudo di Powys e divenne noto come Owen de la Pole (o "Poole").
Le terre mantenute sotto il diretto controllo reale erano organizzate secondo lo Statuto di Rhuddlan del 1284, il quale dichiarò che erano "annesse e unite" alla corona inglese, sebbene non fossero diventate parte del Regno d'Inghilterra. Erano il feudo personale del re Edoardo e nel 1301, furono concesse al suo primogenito, Edoardo di Caernarfon (il futuro Edoardo II), con il titolo di "Principe di Galles" e da lì in avanti quelle terre e quel titolo sarebbero rimaste il consueto appannaggio dell'erede al trono.
Lo Statuto di Rhuddlan divise il territorio controllato dalla corona, secondo il modello inglese, in sei contee amministrate da ufficiali reali. Lo Statuto inoltre metteva in atto l'adozione delle leggi inglesi in Galles, anche se con alcuni variazioni locali. La legge gallese continuava ad essere usata in alcuni casi civili, tra cui le eredità territoriali, sebbene con dei cambiamenti, ad esempio i figli illegittimi persero il diritto a una parte dell'eredità, mentre la legge gallese lo permetteva.
Il resto del Galles continuava ad essere costituito da marche governate dai signori come in precedenza, anche se dagli anni 1290 Edoardo iniziò ad intervenire nelle questioni delle marche in misura maggiore.

### Colonizzazione e costruzione di castelli

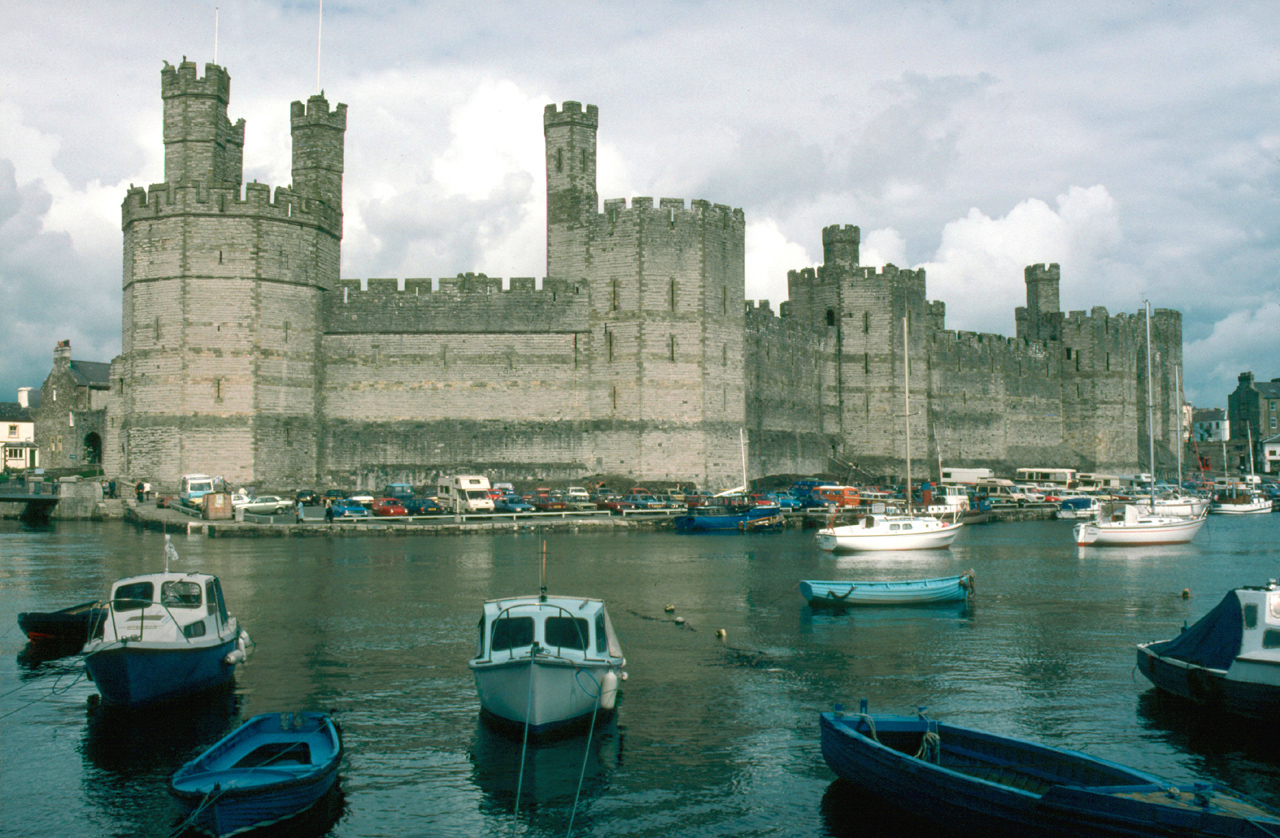
Il castello di Caernarfon, la "capitale" del dominio inglese nel Galles settentrionale per due secoli dopo la conquista.

Dal 1277, e in particolare dopo il 1283, Edoardo avviò una politica di colonizzazione inglese del Galles, creando nuove cittadine come Flint, Aberystwyth, e Rhuddlan. Fuori dalle città, i contadini gallesi furono sfrattati da importanti appezzamenti di terreno che furono consegnati ai contadini inglesi: ad esempio, nel 1334 nel feudo di Denbigh i coloni inglesi occupavano 10 000 acri.
La principale preoccupazione di Edoardo dopo la vittoria era quella di garantire la sicurezza militare dei suoi nuovi territori e ritenne che la costruzione di castelli di pietra sarebbe stato il mezzo principale per raggiungerla. Sotto la supervisione di Giacomo di San Giorgio, mastro costruttore del sovrano, fu eretta una serie di imponenti castelli, con una distintiva progettazione e le difese più avanzate del periodo, a formare un "anello di pietra" intorno al Galles settentrionale. Tra i principali si annoverano i castelli di Beaumaris, Caernarfon, Conwy e di Harlech.

### Conseguenze per l'Inghilterra
Per l'Inghilterra ci fu un impatto costituzionale imprevisto. Il costo finanziario della conquista fu pesante: insieme alla costruzione dei nuovi castelli, Edoardo spese £ 173 000. In aggiunta, lo scacchiere (exchequer) dovette sopportare il costo della presenza militare permanente in Galles, nonché della manutenzione dei castelli. Le esigenze finanziarie del re resero necessario l'aumento delle tasse, e ciò contribuì all'estensione del ruolo e all'aumento dei membri del Parlamento d'Inghilterra.

## Ribellioni successive
Le ribellioni in Galles continuarono ad accadere sporadicamente. Si annoverano le rivolte nel 1287-1288, una, più grave, nel 1294 da parte di Madoc ap Llywelyn, lontano parente di Llywelyn ap Gruffydd e una nel 1316–1318 ad opera di Llywelyn Bren, signore di Senghenydd. Negli anni 1370, Owain Lawgoch, l'ultimo rappresentante della linea di successione maschile della casata regnante del Gwynedd pianificò due invasioni del Galles con il sostegno francese. Nel 1400, un nobile gallese, Owain Glyndŵr guidò un'importante rivolta contro il dominio inglese. Nessuna di queste ribellioni ebbe successo e, dopo le leggi sulle leggi del Galles del 1535–1542, il Galles fu di fatto incorporato nel Regno d'Inghilterra

### Annotazioni
1. ↑  Questo termine è stato utilizzato da John Edward Lloyd (considerato il fondatore dei moderni studi accademici sulla storia gallese) nel suo History of Wales from the Earliest Times to the Edwardian Conquest, pubblicato per la prima volta nel 1911, e Rees Davies (il massimo studioso moderno del periodo) nelle sue opere, compresa The Age of Conquest: Wales, 1063–1415, pubblicata nel 2000.
2. ↑  Le contee di Anglesey, Merionethshire, Caernarfonshire venivano chiamate, erroneamente, il "Principato del Galles del nord", che aveva la sua amministrazione sotto il gran giustiziere del Galles del Nord. Vedere  John Cannon (a cura di), Oxford Dictionary of British History, 2009,  p. 661, ISBN 978-0199550371.